# Lionhearted
"Lionhearted" é uma canção gravada pelo produtor musical estadunidense de música eletrônica Porter Robinson com participação especial da banda sueca de indie pop Urban Cone, lançada no dia 7 de junho de 2014 como o terceiro single de seu álbum de estreia, Worlds (2014). Um videoclipe oficial foi lançado dez dias depois, envolvendo Robinson e várias mulheres japonesas andando por uma cidade, causando estragos ao transformar a cidade em imagens retrô com falhas.

## Composição
Robinson afirmou que ele poderia ter lançado a faixa durante os meses anteriores ao anúncio de Worlds e seus singles principais, pois sentiu que era mais um "hino" em oposição às faixas mais emocionais e tocantes do álbum. Ele afirmou que a música não é uma de suas favoritas, sendo elas "Divinity", "Flicker", "Sad Machine", "Sea of Voices", e "Goodbye to a World".

## Paradas musicais

### Semanais
| Parada (2014)                                     | Posição de pico |
| ------------------------------------------------- | --------------- |
| Bélgica (Ultratop Dance de Flandres)              | 45              |
| Bélgica (Ultratip Bubbling Under de Flandres)     | 40              |
| Belgium Dance Bubbling Under (Ultratop Flanders)  | 1               |
| Estados Unidos (Billboard Dance Club Songs)       | 9               |
| Estados Unidos (Billboard Dance/Electronic Songs) | 25              |

### Anuais
| Parada (2014)                                         | Posição |
| ----------------------------------------------------- | ------- |
| Estados Unidos (Billboard Hot Dance/Electronic Songs) | 72      |